# Робинсон, Фредерик Джон, 1-й виконт Годрич
Фредерик Джон Робинсон, 1-й виконт Годрич (англ. Frederick John Robinson, 1st Viscount Goderich; 30 октября 1782 — 28 января 1859) — британский государственный деятель, премьер-министр Великобритании с 1827 по 1828 год.
Член Лондонского королевского общества (1828).

## Биография
Фредерик Джон Робинсон родился 30 октября 1782 года в Ньюби-Холл, Йоркшир. Окончил школу Харроу и колледж Кембриджского университета.
Стал членом парламента в 1806 году. В 1812 году стал тайным советником, занимал различные низшие посты в правительстве лорда Роберта Дженкинсона. Поддерживал введение хлебных законов в 1815 году, ставших затем причиной массовых беспорядков в Лондоне.
В 1818 году вступил в кабинет министров Великобритании, став президентом торговой палаты. Вскоре стал канцлером казначейства. В 1827 году — министра по военным и колониальным делам. В тот же год получил титул пэра (1-й виконт Годрич).
С 31 августа 1827 года по 21 января 1828 года — премьер-министр Великобритании (уступил место герцогу Веллингтону). В правительстве лорда Грея повторно занимал пост министра по военным и колониальным делам.
В 1830—1833 годах также занимал должность президента Королевского географического общества. В 1833 году получил титул графа Рипона и назначен лордом-хранителем Малой печати. В следующем году ушёл в отставку. В 1834—1845 годах — президент Королевского литературного общества.
В 1841 году вернулся в политику и вновь стал президентом торговой палаты, а также президентом контрольной палаты в правительстве сэра Роберта Пиля.
В 1846 году ушёл в отставку.
Фредерик Джон Робинсон, 1-й виконт Годрич умер 28 января 1859 года в своём поместье.

## Семья
Сын — Рипон, Джордж Фредерик, политик, вице-король Индии.